# 12 août 1993
Le jeudi 12 août 1993 est le 224e jour de l'année 1993.

## Naissances
- Abe Dijkman, acteur néerlandais
- Alexander Megos, grimpeur allemand
- Djamel Belalem, footballeur algérien
- Ewa Farna, chanteuse polonaise originaire de République tchèque
- Filipe Augusto, joueur de football brésilien
- Hunter Wood, joueur américain de baseball
- Imani Hakim, actrice américaine
- Jacques du Plessis, joueur de rugby
- Julen Amézqueta, coureur cycliste espagnol
- Park Sun-young, chanteuse sud-coréenne
- Max Crocombe, joueur de football néo-zélandais
- Sara Ali Khan, actrice indienne

## Décès
- Auguste Bénébig (né le 30 septembre 1915), militaire français
- Jacques Roulleaux-Dugage (né le 2 juin 1917), homme politique français

## Événements
- Découverte de (7886) Redman
- Sortie du film néo-zélandais Braindead
- Sortie du film La Leçon de piano
- Sortie du film américain Les Tortues Ninja 3
- Création du Parti de la Terre au Portugal
- Sortie du film Quand l'esprit vient aux femmes
- Sortie du film Traces de sang